# 哈伯德 (阿肯色州)
哈伯德（英語：Hubbard）是位於美國阿肯色州華盛頓縣的一個非建制地區。該地的面積和人口皆未知。

## 地理
哈伯德的座標為35°54′19″N 94°19′12″W / 35.90528°N 94.32000°W，而該地的平均海拔高度為406米（即1332英尺）。